# Зейтунцян, Перч Арменакович
Перч Арменакович Зейтунцян (арм. Պերճ Արմենակի Զեյթունցյան, 18 июля 1938, Александрия, Египет — 21 августа 2017, Ереван, Армения) — известный армянский писатель, драматург, министр культуры Армении в 1990—1991 годах. Заслуженный деятель культуры Армянской ССР (1989), Член Союза писателей СССР.

## Биография
- 1948 — репатриировался в Армению
- 1956 — вышел первый сборник рассказов.
- 1963 — окончил Пятигорский институт иностранных языков.
- 1963—1964 — высшие сценарные курсы в Москве
- 1965—1968 — работал редактором на киностудии «Арменфильм»
- 1965—1975 — главный редактор студии телефильмов «Ереван»
- 1975—1986 — секретарь Союза писателей Армении
- 1990—1991 — министр культуры Армянской ССР

Перевёл на армянский язык произведения Эрскина Колдуэлла, Грэма Грина «Тихий американец» (арм. Խաղաղ ամերիկացին, 1963), Эрнеста Хемингуэя «Снега Килиманджаро» (арм. Կիլիմանջարոյի ձյուները, 1963), «Прощай, оружие!» (арм. Հրաժեշտ զենքին, 1972).

## Награды и премии
- Орден Святого Месропа Маштоца (18 сентября 2008) — по случаю 17-летия независимости Республики Армения, за значительный вклад в сферу культуры[2].
- Орден Почёта (17 сентября 2016) — по случаю 25-летия Независимости Республики Армения, за большой вклад в развитие армянской литературы и культуры[3].
- Медаль Мовсеса Хоренаци (1998).
- Заслуженный деятель культуры Армянской ССР (1989).
- Государственная премия Республики Армения (1999).
- Государственная премия Армянской ССР (1981).
- Почётный гражданин Еревана (2005).
- Памятная медаль премьера-министра Армении (2013).
- Золотая медаль Министерства культуры Республики Армения (2008).

## Книги
- Самый грустный человек
- Его первый товарищ
- Легенда XX века, Клод Роберт Изерли
- За Париж
- Голоса нашего квартала

## Пьесы
- Зов богов
- Легенда о разрушенном городе
- Великое Безмолвие
- Исус Назаретянин и его второй ученик
- Остановись, планета
- Самый грустный человек
- Встать, суд идёт
- Последняя игра
- Планета, остановись
- Неоконченный монолог
- Не смотри в зеркало
- Последняя игра

## Фильмография
- 1960 — Голоса нашего квартала
- 1972 — Хроника ереванских дней
- 1975 — В горах моё сердце
- 1981 — Старик и ветер
- 2000 — Встать! Суд идёт!